# 凹指华溪蟹
凹指华溪蟹（学名：Sinopotamon introdigitum）为溪蟹科华溪蟹属的动物。在中国大陆，分布于湖北等地，主要生活于中高山区的溪流石块下。